# Рядний трициліндровий двигун

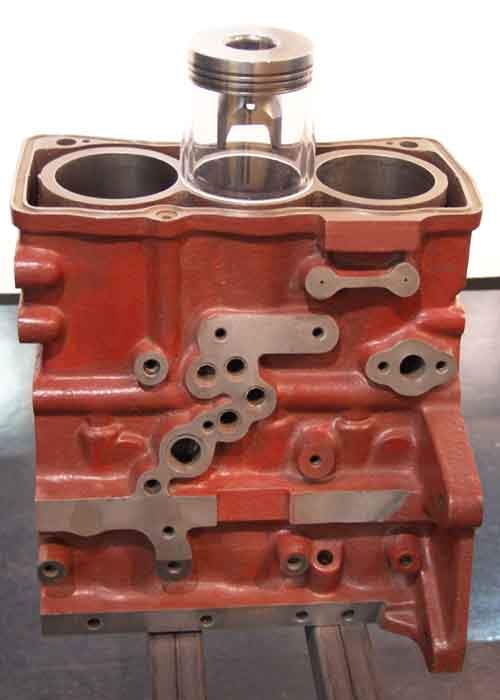
Блок двигуна рядного трициліндрового дизеля Elsbett

Рядний трициліндровий двигун (також званий рядним потрійним або трирядним) — це трициліндровий поршневий двигун, у якому циліндри розташовані в ряд вздовж загального колінчастого вала.
Менш поширені, ніж чотирирядні двигуни, але трирядні двигуни, проте, використовувалися в різних мотоциклах, автомобілях і сільськогосподарській техніці.

## Дизайн

Чотиритактний рядний трицилиндровий двигун із порядком запалювання 1-3-2

Зазвичай кут колінчастого вала використовується у 120 градусів для рядних трьохциліндрових двигунів, оскільки це призводить до рівномірного інтервалу запалювання. Ще однією перевагою цієї конфігурації є ідеальний первинний баланс і вторинний баланс, однак виникає наскрізна пара хитання, оскільки немає симетрії в швидкостях поршня відносно середнього поршня. Для зменшення вібрацій, викликаних хитною парою, іноді використовується балансирний вал.

## Використання в автомобілях

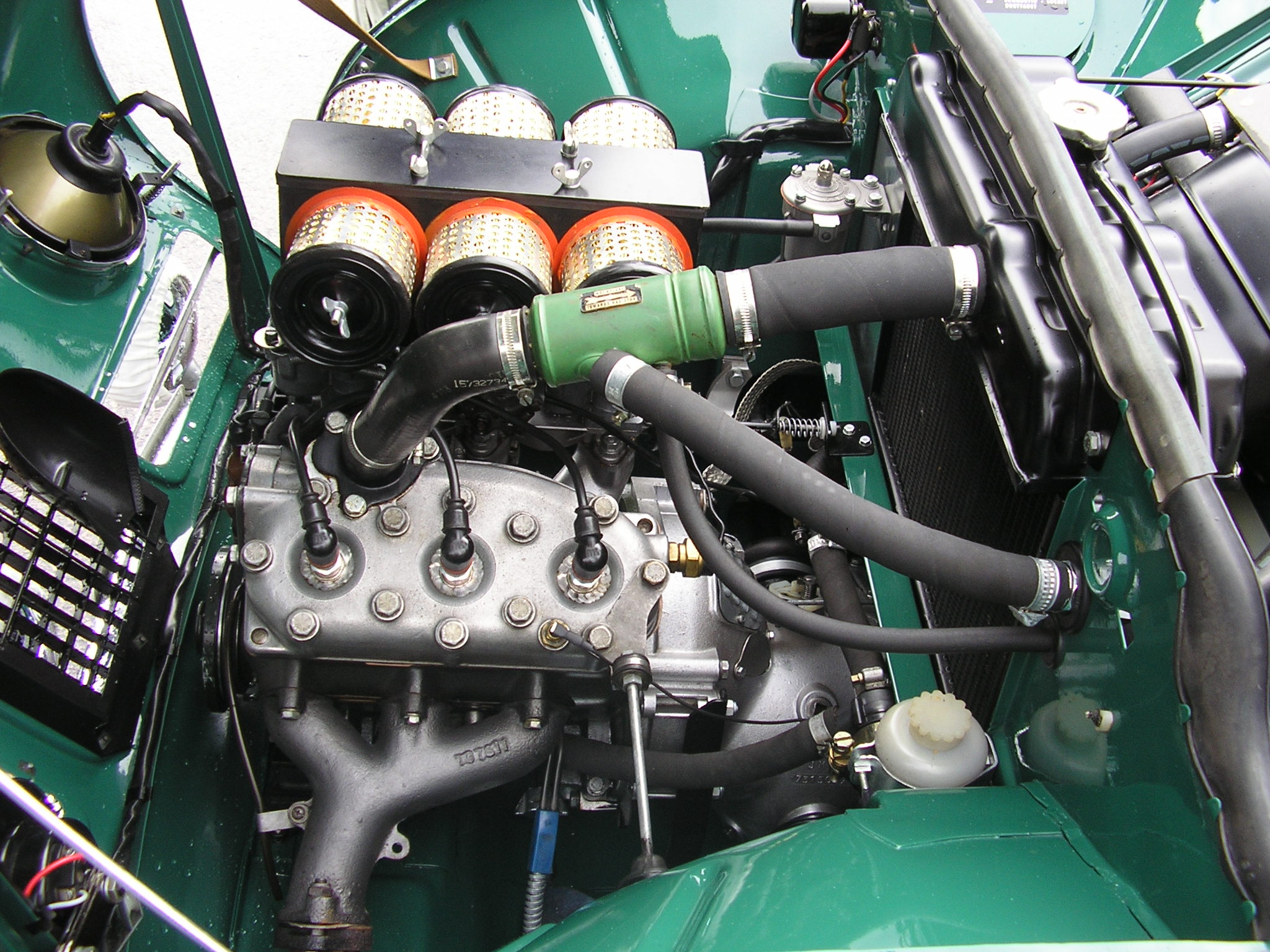
Двотактний двигун Saab приблизно 1960 року

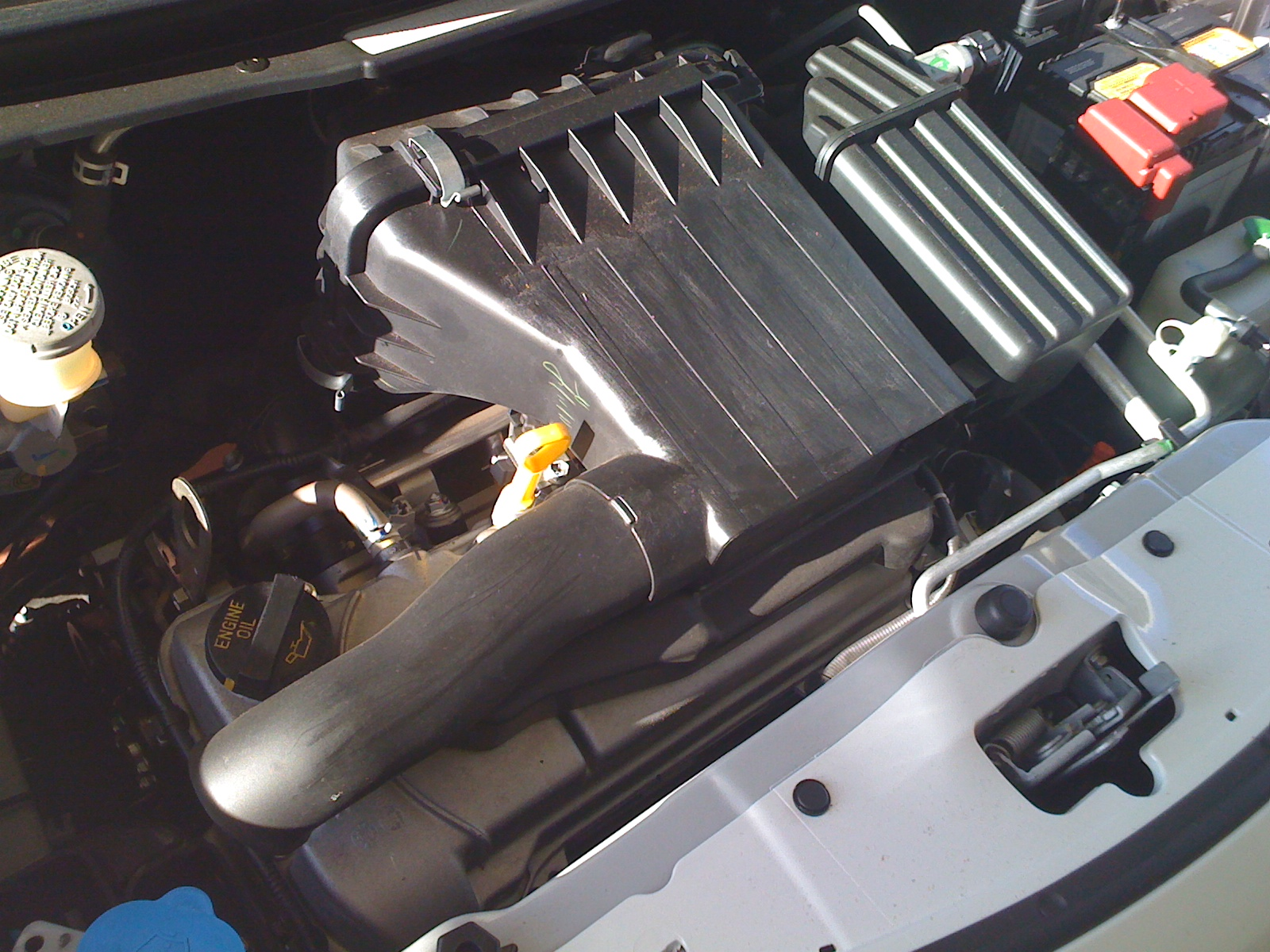
Двигун Suzuki K10B 2010 р.в

Серед перших автомобілів, які використовували рядний трициліндровий двигун, був DKW F91 1953-1955 рр., що приводився в дію двигуном 900 см3 (55 дюйм3) двотактний двигун. На Saab 93 1956-1960 рр. був представлений Saab 750 см3 (46 дюйм3) двотактний двигун, який також використовувався в Saab 95, Saab 96 і Saab Sonett до 1968 року, після чого його замінив двигун Ford Taunus V4.
Автомобілі Wartburg (виробництва в Східній Німеччині) і FSO Syrena (виробництва в Польщі) також використовували рядні двигуни.
Suzuki Fronte 360 1967 року використовує 256 см3 (16 дюйм3) двотактний двигун. У 1980 році Suzuki почала виробництво 543 см3 (33 дюйм3) чотиритактний двигун, який був представлений в моделях Alto і Fronte.
Двигун Subaru EF — 4-тактний бензиновий двигун, який був представлений у 1984 році та використовувався в Justy.

## Використання в мотоциклах

### Двотактний

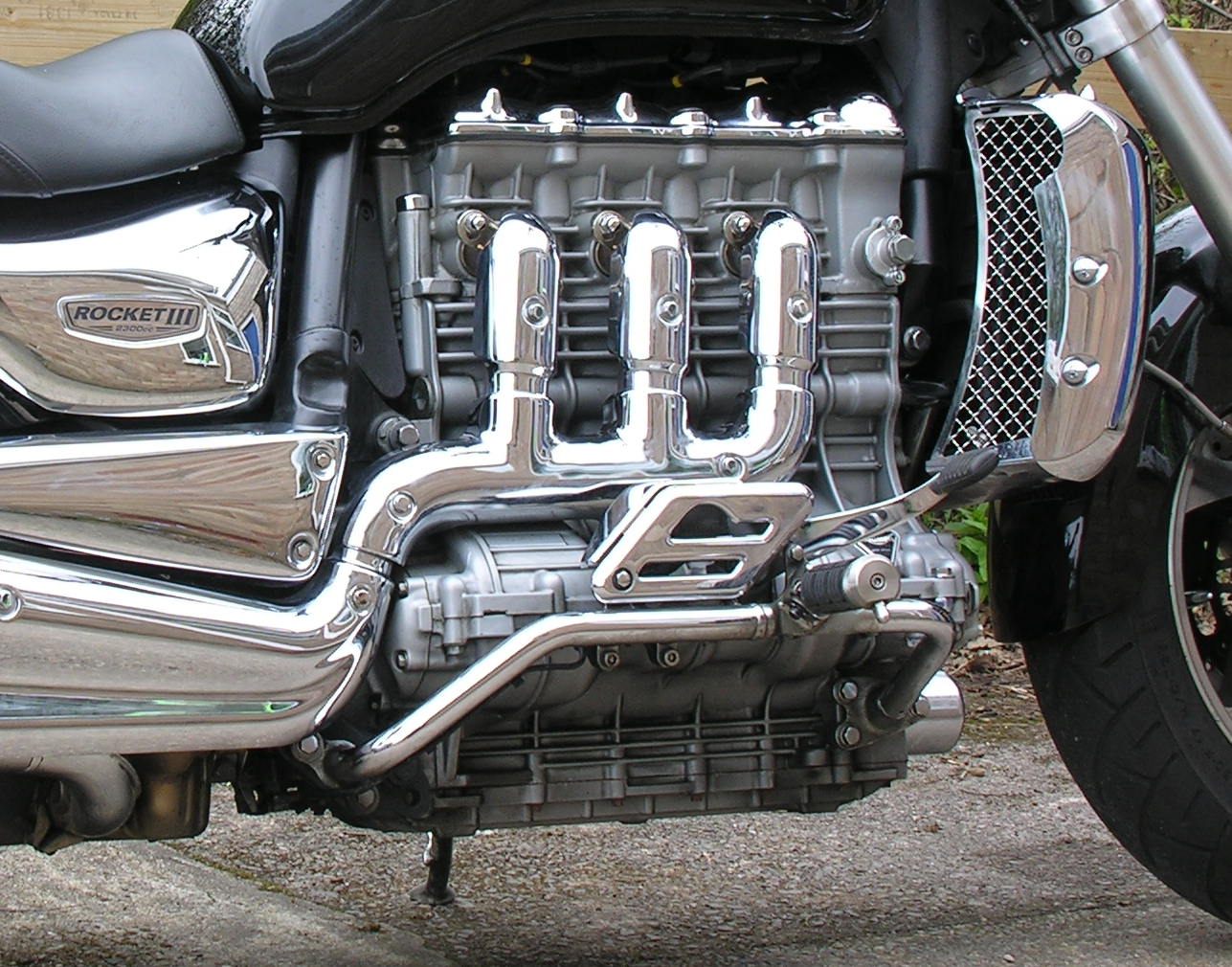
Двигун Triumph Rocket III з 2004 року по теперішній час

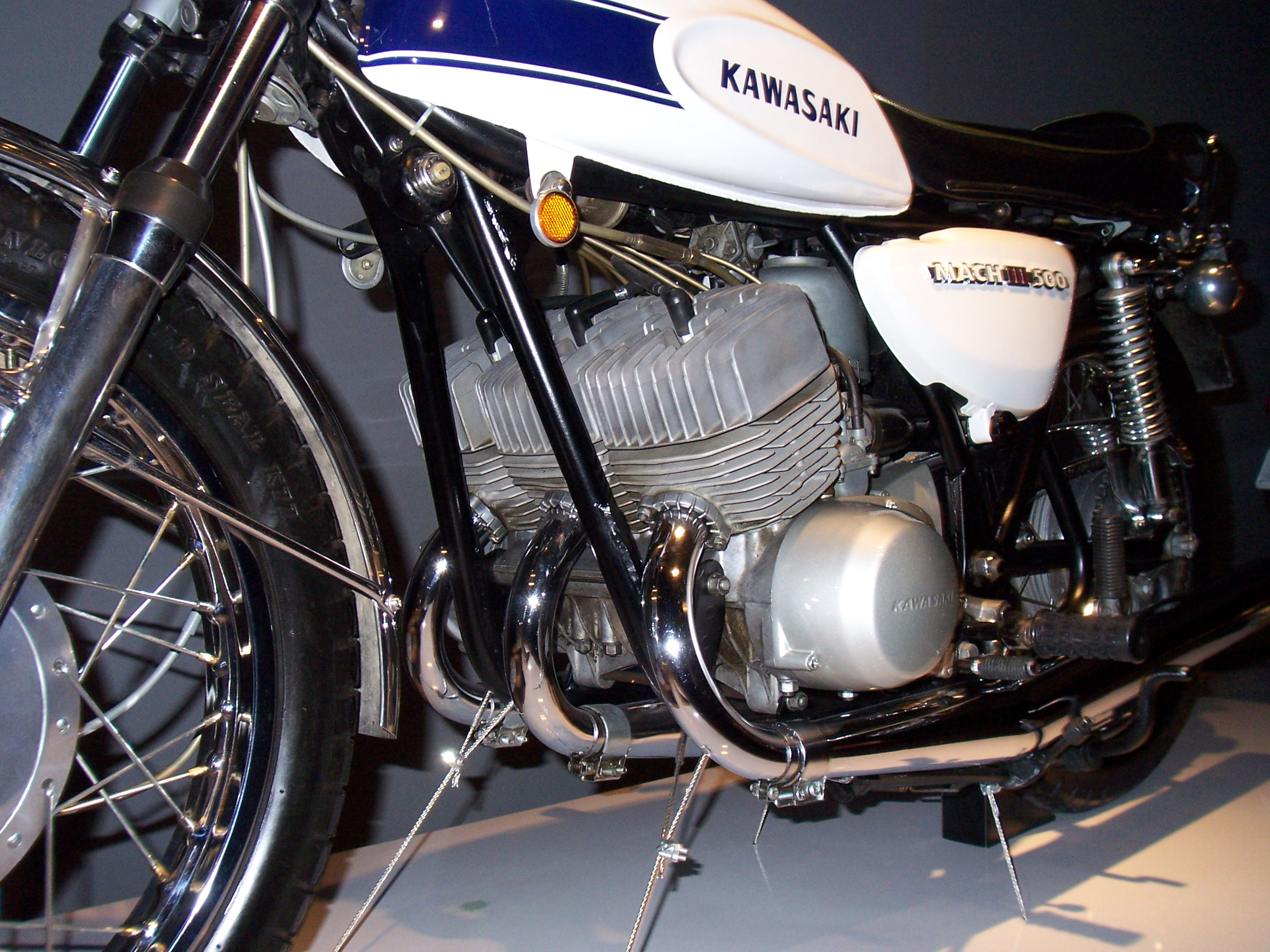
1969-1975 Kawasaki H1 Mach III

Переваги рядного трьохциліндрового двигуна для мотоциклів полягають у тому, що він має меншу довжину, ніж рядний чотирициліндровий двигун, і створює менше вібрації, ніж рядний подвійний двигун. 

### Чотиритактний
Кілька компаній використовували чотиритактні рядні трициліндрові двигуни в дорожніх і гоночних мотоциклах. 